# Clausewitz-Kaserne (Burg)
Die Clausewitz-Kaserne ist eine Kaserne der Bundeswehr südöstlich vom Zentrum der Stadt Burg. In der Zeit der DDR trug sie den Namen Waldfrieden-Kaserne. Sie wurde 1993 nach Carl von Clausewitz umbenannt.

## Lage
Die Clausewitz-Kaserne liegt rund zwei Kilometer nördlich der Bundesautobahn 2. Westlich verläuft die Bundesstraße 246a und befindet sich der Industrie- und Gewerbepark der Stadt Burg. Weiter westlich der B246a liegt der Standortübungsplatz. Im Osten befindet sich Wald und rund vier Kilometer östlich der Ort Grabow. Nördlich besteht eine (Reserve-)Ausfahrt zur L52 mit Fahrtrichtung Burg und Grabow.

## Geschichte
Die Kaserne wurde bei der Aufrüstung der Wehrmacht ab 1937 erbaut. 1938 wurde mit dem Dienstbetrieb als Fliegerhorst begonnen. 1945 wurde sie nach Kriegszerstörungen teilweise abgerissen. Ab 1946 wurde sie vorübergehend zur Flüchtlingsunterkunft umgebaut. Als Kaserne wurde sie seit 1949 wieder genutzt, zuerst durch die Kasernierte Volkspolizei, dann ab 1956 durch die NVA und seit der Übernahme 1990 durch die Bundeswehr. Sie ist die dritte Kaserne in der Geschichte der Stadt seit 1772 und die letzte in militärischer Nutzung verbliebene.

## Aktuelle Situation

### Stationierte Einheiten / Dienststellen
- Logistikregiment 1
- Logistikbataillon 171 „SACHSEN-ANHALT“ (SKB)
- Logistikzentrum der Bundeswehr (LogZBw) Abteilung IHF, Logistische Steuerstelle Burg (SKB)
- Kraftfahrausbildungszentrum Burg (SKB)
- 8./Feldjägerregiment 1 (SKB)
- Sanitätsversorgungszentrum Burg (ZSan)
- Bundeswehr-Dienstleistungszentrum Burg (IUD)
- weitere kleine Dienststellen

### Einrichtungen
- UHG Burg
- OHG Burg

## Ehemalige Einheiten
Folgende Einheiten der Bundeswehr waren in der Kaserne stationiert:
- Logistiktruppe:
  - Logistikregiment 17 "SACHSEN-ANHALT" (SKB) (2002–2012)
  - Logistikregiment 41 (H) (1997–2002)
  - Nachschub- und Transportregiment 41 (H) (1991–1997)
  - Nachschubbataillon 411 (H) (1994–2000)
  - Transportbataillon 410 (H) (1992–2003)
  - Kraftfahrausbildungszentrum Burg 1 (SKB) (1994–2005)
  - Versorgungs- und Ausbildungszentrum 173 (SKB) (2003–2007)

- Feldjägertruppe:
  - 5./Feldjägerbataillon 351 (SKB) (2006–2014)
  - 3./Feldjägerbataillon 352 (SKB) (2002–2006)
  - 5./Feldjägerbataillon 701 (H) (1997–2002)
  - 5./Feldjägerbataillon 801 (H) (1991–1997)

## Ehemalige Einheiten der Nationalen Volksarmee der DDR
Folgende Einheiten der NVA waren in der Kaserne stationiert:
- Panzerregiment 1 „Friedrich Wolf“ (1956–1983)
- Aufklärungsbataillon 1 „Dr. Richard Sorge“ (bis 1981)
- Bataillon Chemische Abwehr-1 „Herbert Kittelmann“ (bis 1982)